# Lipschitziella
Lipschitziella Kamelin, 1993 è un genere di piante angiosperme dicotiledoni della famiglia delle Asteraceae.

## Descrizione
Comprende piante erbacee perenni, non spinose. Nelle radici sono sempre presenti dei condotti resinosi, meno frequenti nelle parti aeree; mentre solamente nelle parti aeree sono presenti delle cellule latticifere.
Le infiorescenze sono composte da capolini. I capolini contengono solo fiori tubulosi e sono formati da un involucro composto da brattee (o squame) all'interno delle quali un ricettacolo fa da base ai fiori. Le squame dell'involucro sono disposte su più serie in modo embricato, sono frondose con una grande lamina intera. Il ricettacolo a protezione della base dei fiori è provvisto di alcune setole.
I fiori tubulosi sono tetra-ciclici (ossia sono presenti 4 verticilli: calice – corolla – androceo – gineceo) e pentameri (ogni verticillo ha 5 elementi). I fiori sono ermafroditi e actinomorfi.
- Formula fiorale:

- /x K {\displaystyle \infty }, [C (5), A (5)], G 2 (infero), achenio

- Calice: i sepali del calice sono ridotti ad una coroncina di squame.
- Corolla: la corolla, con lobi corti.
- Androceo: gli stami sono 5 con filamenti liberi, glabri e distinti, mentre le antere, provviste di appendici, sono saldate in un manicotto (o tubo) circondante lo stilo.[9]
- Gineceo: lo stilo è filiforme; gli stigmi dello stilo sono due divergenti. L'ovario è infero uniloculare formato da 2 carpelli.

Il frutto è un achenio con un pappo. Gli acheni sono di tipo isodiametrico con area di distacco basale. Il pericarpo dell'achenio possiede delle sclerificazioni radiali spesso provviste di protuberanze. Il pappo formato da setole è inserito su una piastra apicale all'interno di una anello di tessuto parenchimatico. Le setole sono disposte su una o più serie.

## Biologia
- Impollinazione: l'impollinazione avviene tramite insetti (impollinazione entomogama).
- Riproduzione: la fecondazione avviene fondamentalmente tramite l'impollinazione dei fiori (vedi sopra).
- Dispersione: i semi cadendo a terra (dopo essere stati trasportati per alcuni metri dal vento per merito del pappo – disseminazione anemocora) sono successivamente dispersi soprattutto da insetti tipo formiche (disseminazione mirmecoria).

## Distribuzione
Le specie di questo genere sono distribuite in Pakistan, Tagikistan e Himalaya occidentale.

## Tassonomia
La famiglia di appartenenza di questa voce (Asteraceae o Compositae, nomen conservandum) probabilmente originaria del Sud America, è la più numerosa del mondo vegetale, comprende oltre 23.000 specie distribuite su 1.535 generi, oppure 22.750 specie e 1.530 generi secondo altre fonti (una delle checklist più aggiornata elenca fino a 1.679 generi). La famiglia attualmente (2021) è divisa in 16 sottofamiglie.
La tribù Cardueae (della sottofamiglia Carduoideae) a sua volta è suddivisa in 12 sottotribù (la sottotribù Saussureinae è una di queste).

### Filogenesi
Le specie di questo genere in precedenti trattamenti erano descritte all'interno del gruppo informale (provvisorio da un punto di vista tassonomico) "Jurinea-Saussurea Group". In questo gruppo erano descritti principalmente quattro generi: Dolomiaea, Jurinea, Polytaxis e Saussurea. In seguito ad ulteriori ricerche e analisi di tipo filogenetico, allorquando il gruppo ha acquisito la sua denominazione definitiva di sottotribù, si sono aggiunti altri nuovi generi.
Nell'ambito della sottotribù questo genere occupa una posizione abbastanza centrale vicina al genere Himalaiella. Le specie di questo genere in precedenza sono state descritte all'interno dei generi Saussurea o Jurinea. Il genere  Lipschitziella da un punto di vista filogenetico sembra più vicino a  Jurinea che a Saussurea.

### Elenco delle specie
Comprende le seguenti 2 specie:
- Lipschitziella carduicephala (Iljin) Kamelin, 1993 - Distribuzione: Tagikistan
- Lipschitziella ceratocarpa (Decne.) Kamelin, 1960 - Distribuzione: Pakistan e Himalaya occidentale